# SCAF Tocages
Stade Centrafricaine Tocages w skrócie SCAF Tocages – środkowoafrykański klub piłkarski grający w środkowoafrykańskiej pierwszej lidze, mający siedzibę w mieście Bangi.

## Sukcesy
- I liga[1]:
  - mistrzostwo (5): 1977, 1985, 1989, 2008, 2018.

- Puchar Republiki Środkowoafrykańskiej[2]:
  - zwycięstwo (3): 1984, 2001, 2019.

## Występy w afrykańskich pucharach
| Sezon     | Rozgrywki                 | Runda   | Kraj             | Klub                 | Dom | Wyjazd | Dwumecz      |
| --------- | ------------------------- | ------- | ---------------- | -------------------- | --- | ------ | ------------ |
| 1978      | Puchar Mistrzów           | wstępna | Niger            | Olympic FC de Niamey | 1–3 | 1–1    | 2–4          |
| 1985      | Puchar Zdobywców Pucharów | 1       | Togo             | ASFOSA               | 3–2 | 0–2    | 3–4          |
| 1986      | Puchar Mistrzów           | wstępna | Gwinea Równikowa | Juvenil Reyes        | 4–1 | 2–1    | 6–2          |
| 1986      | Puchar Mistrzów           | 1       | Gabon            | FC 105 Libreville    | 2–0 | 0–1    | 2–1          |
| 1986      | Puchar Mistrzów           | 2       | Maroko           | FAR Rabat            | 0–1 | 1–6    | 1–7          |
| 1990      | Puchar Mistrzów           | wstępna | Czad             | Renaissance FC       | 1–0 | 2–2    | 3–2          |
| 1990      | Puchar Mistrzów           | 1       | Kamerun          | Racing Bafoussam     | 0–0 | 1–2    | 1–2          |
| 2002      | Puchar Zdobywców Pucharów | wstępna | Rwanda           | Les Citadins FC      | 3–2 | 0–4    | 3–6          |
| 2009      | Liga Mistrzów             | wstępna | Gwinea Równikowa | Akonangui FC         | 1–0 | 0–1    | 1–1 (k. 4–5) |
| 2018/2019 | Liga Mistrzów             | wstępna | Mali             | Stade Malien         | 0–1 | 0–4    | 0–5          |

## Stadion
Domowe mecze klub rozgrywa na stadionie o nazwie Barthélemy Boganda Stadium w Bangi, który może pomieścić 20 000 widzów.